# پنت‌هاوس (مجله)
پنت هاوس، یک مجله مردانه و زنانه است که توسط باب گوچیون تأسیس شد. این مجله مقالات مربوط به سبک زندگی و تصاویر پورنوگرافی سافت‌کور را با هم ترکیب می‌کند که در دهه ۱۹۹۰ به پورنوگرافی هاردکور تبدیل شدند.
گرچه گوچیون آمریکایی بود اما این مجله در مارس ۱۹۶۵ در بریتانیا تأسیس شد و از سپتامبر ۱۹۶۹، در آمریکا نیز فروخته شد. در ژوئن ۲۰۱۸ دارایی‌های کامل پنت هاوس گلوبال مدیا توسط شرکت WGCZ Ltd (صاحبان ایکس‌ویدئوز) خریداری شد.

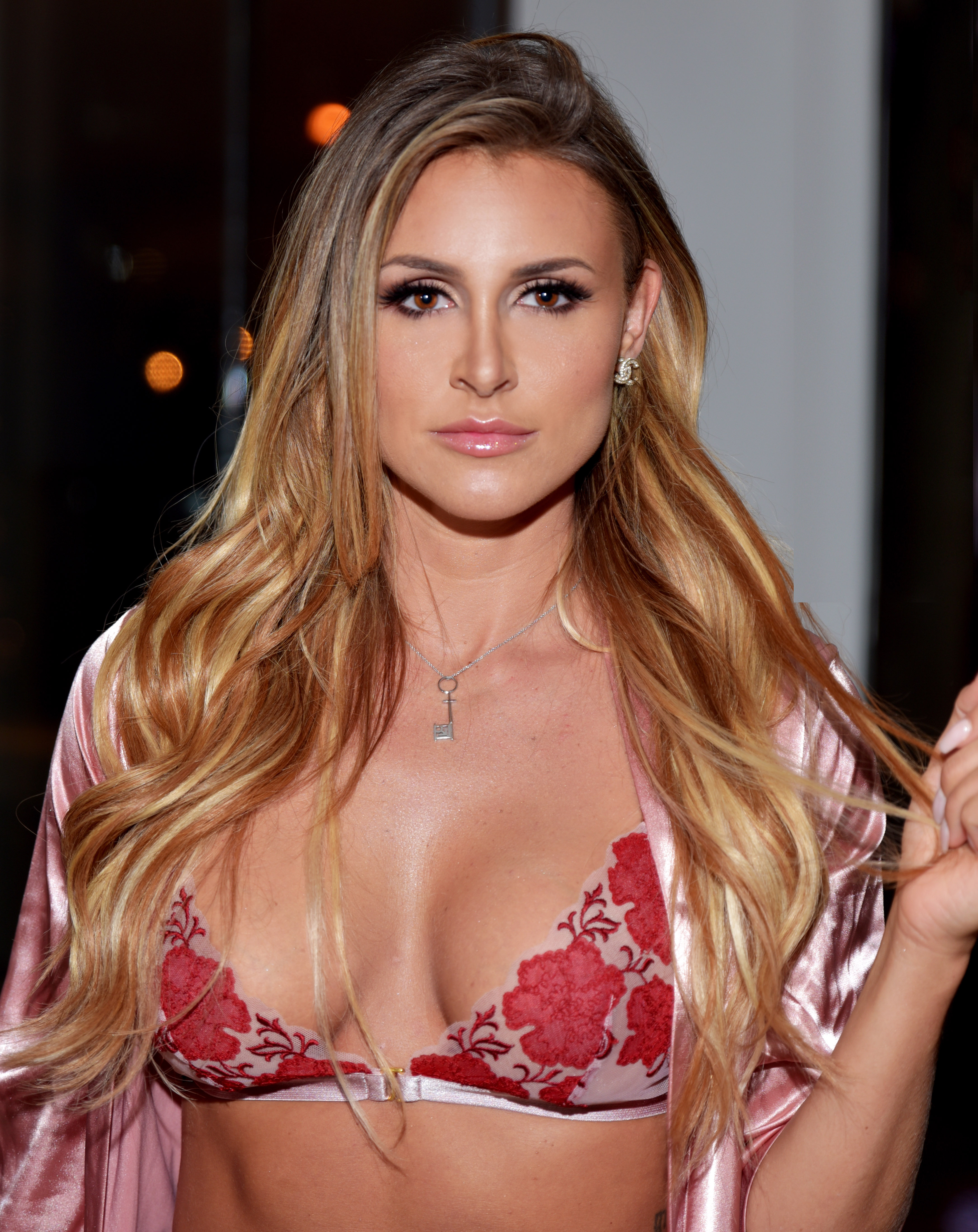
الا سیلور، حیوان خانگی نسخه نوامبر ۲۰۱۸ مجله پنت‌هاوس با گردنبد

نماد پنت هاوس یک کلید تلطیف شده‌است که دو نماد مریخ و زهره را در طراحی خود ترکیب می‌کند. مدل‌های صفحه اصلی این مجله به عنوان حیوان خانگی پنت‌هاوس (به انگلیسی: Penthouse Pets) و به‌طور معمول از گردنبند متمایزی استفاده می‌کنند که از این نماد الهام گرفته شده‌است.